# Tricimba longicercalis
Tricimba longicercalis är en tvåvingeart som beskrevs av Ismay 1993. Tricimba longicercalis ingår i släktet Tricimba och familjen fritflugor. Inga underarter finns listade i Catalogue of Life.